# I due combattenti
I due combattenti (in russo Два бойца?, Dva bojca) è un film del 1943 diretto da Leonid Lukov.
Film di guerra sovietico girato a Tashkent (dove l'industria sovietica del cinema era stata evacuata) durante la Grande Guerra Patriottica. 
Nel film gli attori Boris Andreev e Mark Bernes recitano la parte di due compagni di battaglia.
Nel film vengono suonate due delle canzoni più famose di Nikita Bogoslovskij, Tëmnaja noč' (letteralmente: "Notte buia") e Šalandy, polnye kefali (letteralmente: "Barche piene di cefali"). Entrambe sono state suonate da Mark Bernes. La calda e sincera esecuzione di Tëmnaja noč ha fatto conquistare a Bernes la simpatia di milioni di sovietici, e gli ha assicurato una fama duratura.

## Trama
La storia tratta di due soldati sovietici di fanteria durante l'assedio di Leningrado, che sottolinea l'importanza dell'amicizia tra combattenti di diverse regioni ed etnie. Una profonda amicizia militare collegava il mitragliere Arkadiy Dzyubin, un saldatore di Odessa, con Sasha Svintsov, operaio degli Urali.
Questo equilibrio viene rotto da un litigio tra i due che li divide.